# 항공기 탑재 폭탄

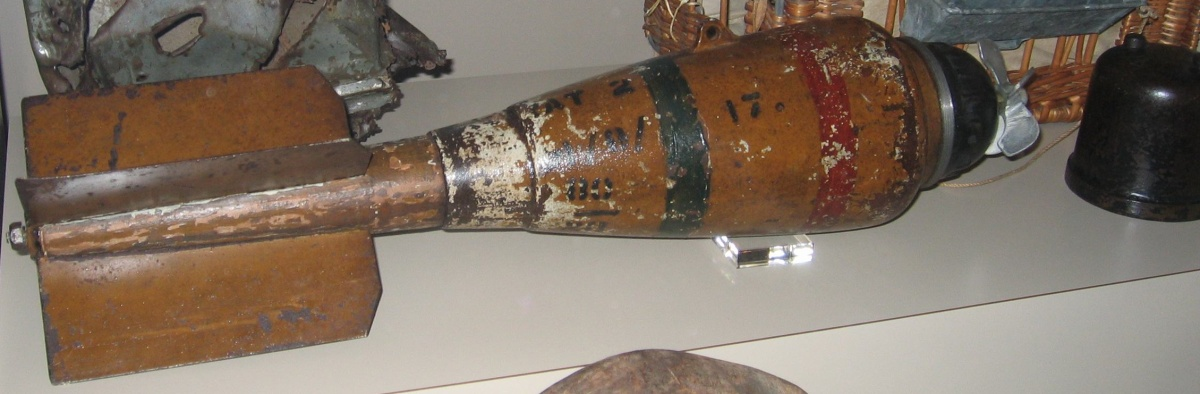

항공기 탑재 폭탄(航空機搭載爆彈, 영어: aerial bomb)은 일반적으로 항공기에서 상정 한 궤도를 그리며 공중에서 투하하도록 설계된 폭탄이다. 이들은 다양성, 복잡한 설계 폭탄을 포함하고 원격 조작 및 설정에 따라 자동 유도하는 유도 폭탄 (스마트 폭탄), 단순히 투하되는 무유도 폭탄 등이 있다. 이들을 이용한 공격은 폭격과 공습으로 불린다.

## 역사
1849년 오스트리아 무인 열기구에 폭탄을 탑재하고 베니스를 공격 한 것이 첫 번째 항공기를 이용한 폭격이다. 1911년 11월 1일에 이탈리아 군의 줄리우 가보트 중위가 리비아 오스만 터키 군에 수류탄을 투하 한 것이 동력을 가진 항공기로 이루어진 첫 번째 폭격이다.
제2의 폭격은 멕시코 혁명의 마사 틀란에서 일어났다. 베누스티아노 카란 사 장군 은 마사 틀란을 장악하게 산만, 복엽 비행기에 급히 폭탄을 탑재해, 도시의 다운타운에 인접한 언덕을 공격하도록 명령했지만, 폭탄은 도시의 거리에 착탄하고 시민의 생명을 빼앗았다.
풍선에서 폭탄을 투하하는 것은 1899년의 헤이그 평화 회의에 의해 불법화되었지만, 이탈리아 항공기에 미치지 않는다고 주장했다. (공습 참고)

## 형상
그 형상은 둥근형, 어뢰형, 포탄형이있다. 어뢰형은 공기 저항이 적지만, 제조가 용이하지 않고 대형의 것은 포탄형이 많다. 포탄형은 머리가 날카롭고 원통형 꼬리에 보통 4 개의 날개가 붙는다. 어떤 형식이라도 반드시 꼬리가 붙여져 낙하하는 동안 대상에서 빠지지 않도록 탄도의 안정을 도모한다. 일부는 꼬리는 뒤틀린 공기 저항에 의해 폭탄을 장축을 축으로 회전시켜 보통의 포탄과 마찬가지로 안정을 자주하는 것도 있다.

## 같이 보기
- 폭격기
- 전략폭격
- 지역폭격(구역폭격)
- 융단폭격
- 외과수술식 타격(en:Surgical strike)